# Будуан, Мишель
Мишель Будуан (англ. Michelle Beaudoin, род. 25 августа 1975, Эдмонтон) — канадская актриса, наиболее известная по роли Дженни Келли в молодёжном ситкоме канала ABC «Сабрина — маленькая ведьма».

## Биография и карьера
Будуан родилась 25 августа 1975 года в Эдмонтоне, Альберта, в семье Мориса и Лоррейн Будуан. Будуан играла лучшую подругу Сабрины Марни в фильме «Сабрина — маленькая ведьма», и лучшую подругу Сабрины Дженни Келли в телесериале в первом сезоне. Будуан стала второй после Мелиссы Джоан Харт, кто после фильма снялся в одноимённом сериале. Во втором сезоне Будуан сменила актриса Линдсей Слоун.
Также Будуан сыграла Пенни Фостер в канадском молодёжном драматическом сериале «Мэдисон», за который получила номинацию на «Gemini Awards» в 1994 году за «Лучшее выступление в детской или молодёжной программе или сериале».
Также Мишель была приглашенной звездой в разных популярных шоу, среди которых — Da Vinci’s Inquest и За гранью возможного, также как и в нескольких фильмах, таких как Waydowntown, Сестра оборотня, Sweetwater и Секс, наркотики и Сансет Стрип.

## Награды и номинации
За роль в сериале «Мэдисон» в 1994 году получила номинацию на премию «Gemini Awards» за «Лучшее выступление в детской или молодёжной программе или сериале».

## Фильмография
- Neon Rider — (1993) — Шерри
- Семья незнакомцев — (1993) — молодая Сью
- Мэдисон[англ.] — (1993—1995) — Пенни Фостер
- Live Bait — (1995) — Селиа Уотсон
- Плохая компания — (1995) — Венда
- She Stood Alone: The Tailhook Scandal — (1995) (TV movie) — Тони
- Mixed Blessings — (1995) — Джейн
- The Outer Limits — (1995 & 2001) — Джесси Уэллс/Бет
- Сабрина — маленькая ведьма — (1996) (фильм) — Марни Литтлфилд
- Полтергейст: Наследие — (1996) — Венди Бартон
- Сабрина — маленькая ведьма — (1996—1997) (13 episodes) — Дженни Келли
- Майкл Хейес — (1997)
- Escape Velocity — (1998) — Ронни
- Sweetwater — (1999) (TV movie) — Рита Спиридакис
- Sunset Strip — (2000) — Девушка с рыжими волосами
- Waydowntown[англ.] — (2000) — Анис
- Da Vinci’s Inquest — (2001 & 2004) Сесилия Бреаро/Лена Уэллан
- Сестра оборотня — (2004) — Уинни
- Cold Squad — (2005) — Линдси Мосс